# Marco Štorman
Marco Štorman (* 1980 in Hamburg) ist ein deutscher Theaterregisseur.

## Leben
Marco Štorman studierte Regie an der Otto-Falckenberg-Schule in München. Während seines Studiums gab er sein Debüt als Regisseur am Nationaltheater Weimar. Nach seinem Abschluss im Jahr 2005 arbeitete er zunächst als Regieassistent von u. a. Jossi Wieler, Stephan Kimmig, Andreas Kriegenburg, Christoph Schlingensief, Schorsch Kamerun, Wilfried Minks und Lars-Ole Walburg an der Volksbühne am Rosa-Luxemburg-Platz und bei den Münchner Kammerspielen.
Im Sommer 2003 war er Stipendiat der Meisterklasse für Schauspiel bei den Salzburger Festspielen und 2009 Stipendiat beim Internationalen Forum der Berliner Festspiele. 2006 gründete er in Hannover die Theatergruppe Kulturfiliale. Im Jahr 2014 gewann er den New Berlin Film Award für seinen Film Juliaugust.
Als freier Regisseur arbeitete Štorman u. a. am Thalia Theater in Hamburg, am Schauspiel Hannover, am Schauspielhaus Wien, am Theater Oberhausen, am Theater Lübeck, am Stadttheater Klagenfurt, am Theater Bremen und an der Staatsoper Stuttgart. Seit der Spielzeit 2016/17 ist er Hausregisseur für Musiktheater am Luzerner Theater.

## Rezeption
Dem Opernkritiker Peter Jungblut zufolge ist Štorman mit seiner Inszenierung von John Adams’ Nixon in China im April 2019 an der Staatsoper Stuttgart eine „triumphal[e]“ und „umjubelte Deutung“ gelungen, die „[h]errlich treffend und ausgesprochen aktuell“ sei. Der Theaterkritiker A. J. Goldmann von The New York Times nannte sie eine „optisch eindrucksvolle Inszenierung“, die „realistische und abstrakte Elemente in einem surrealistischen, zuweilen David Lynch ähnlichen Stil“ kombiniere. Auch Marco Frei lobte in der Neuen Zürcher Zeitung die „pointierte Neuinszenierung“.

## Inszenierungen
- 2004: Das Maß der Dinge von Neil LaButes
- 2008: Sigurd der Drachentöter von Michael Nielen, Staatsoper Stuttgart
- 2009: Feierabend von Owen McCafferty, (Deutsche Erstaufführung) Schauspiel Hannover
- 2013: Anna Karenina von Armin Petras, Theater Lübeck
- 2013: Winterreise von Elfriede Jelinek, Stadttheater Klagenfurt
- 2013: Der Rosenkavalier von Richard Strauss, Stadttheater Klagenfurt
- 2013: Anatol von Arthur Schnitzler, Staatstheater Kassel
- 2014: Ändere den Aggregatzustand Deiner Trauer oder Wer putzt Dir die Trauerränder weg? von Katja Brunner, (Uraufführung) Luzerner Theater
- 2014: Hamlet von William Shakespeare, Theater Ingolstadt
- 2014: start listening stop screaming von Jorge Sánchez-Chiong, (Uraufführung) Junge Oper Stuttgart
- 2015: Der schwarze Obelisk von Erich Maria Remarque, Theater Osnabrück
- 2015: Möglicherweise gab es einen Zwischenfall von Chris Thorpe, (Deutsche Erstaufführung) Schauspielhaus Wien
- 2015: Immer noch Sturm von Peter Handke, Staatstheater Kassel
- 2015: Peter Grimes von Benjamin Britten, Theater Bremen
- 2016: Das Wintermärchen von William Shakespeare, Theater Trier
- 2016: Parsifal von Richard Wagner, Theater Bremen
- 2016: Kudlich – Eine anachronistische Puppenschlacht von Thomas Köck, (Uraufführung) Schauspielhaus Wien
- 2016: Rigoletto von Giuseppe Verdi, Luzerner Theater
- 2017: Ich schlief mit Gott von Katja Brunner, (Uraufführung) Staatstheater Mainz
- 2017: No Future Forever von Jakob Nolte, (Uraufführung) Luzerner Theater
- 2017: Manon von Jules Massenet, Luzerner Theater
- 2017: Candide von Leonard Bernstein, Theater Bremen
- 2018: Merlin oder Das wüste Land von Tankred Dorst, Staatstheater Kassel
- 2019: Lulu von Alban Berg, Theater Bremen
- 2019: Nixon in China von John Adams, Staatsoper Stuttgart
- 2019: Das schweigende Mädchen von Elfriede Jelinek, Theater Bremen
- 2022: Der Rosenkavalier von Richard Strauss, Staatstheater Nürnberg
- 2022: Götterdämmerung von Richard Wagner, Staatsoper Stuttgart
- 2024: Arabella von Richard Strauss und Hugo von Hofmannsthal, Bühnen Bern
- 2024: Casanova von Johann Strauss und Ralph Benatzky, Staatsoper Stuttgart

## Filmografie
- 2012: Juliaugust